# Dial Diop
Thierno "Dial" Diop est meneur de la rébellion des Lébous contre le souverain du Cayor, Amary Ngoné Ndella Coumba Fall, qui dura près de deux décennies. Il commande les troupes lébous contre les guerriers tiédos du Cayor. Après la mort du Damel, Birahima Fatma Thioub Fall son successeur accepte la défaite, fait la paix avec les gens de Dakar et reconnaît leur indépendance en 1812. Dial DIOP est le grand serigne de Dakar mais n'a jamais été chef des Lébous, les Lébous n'ont jamais eu de chef.